# Torymus eurytomae
Torymus eurytomae är en stekelart som först beskrevs av Puzanowa-malysheva 1936.  Torymus eurytomae ingår i släktet Torymus och familjen gallglanssteklar. Inga underarter finns listade i Catalogue of Life.